# Kenti Robles
Vaitiare Kenti Robles Salas (Ciutat de Mèxic, Mèxic, 15 de febrer de 1991) coneguda com a Kenti Robles, és una futbolista mexicana que juga com a lateral dret en el Reial Madrid de la Primera Divisió espanyola i a la selecció femenina de Mèxic.
Ha jugat dos Mundials, dos Copes d'Or i dos Jocs Panamericans entre 2010 i 2015, guanyant un subcampionat a la Copa d'Or 2010 i un bronze als Jocs Panamericans 2011.
Ha desenvolupat la seva carrera a Espanya, on ha guanyat 2 Lligues i 4 Copes amb l'Espanyol, el Barcelona i l'Atlético.

## Palmarès
| Títols — Seleccions nacionals            |
|                                          |
| Títols — Clubs                           |
| 2 Lligues                                |
| 4 Copes                                  |
| Reconeixements — Premis                  |
|                                          |
| Reconeixements — Seleccions de jugadores |
|                                          |